# 吳平 (明朝)
吳平，明朝广东民变领袖。

## 生平
嘉靖年间（1522年—1566年），他初据南澳岛，被戚继光、俞大猷击败，逃奔到饶平凤凰山，抢劫百姓船只出海，自阳江投奔安南。王西桥、吴平归降后再叛。王西桥侵掠东莞，击败都指挥刘世恩，擒获肇庆同知郭文通以求招抚。吴桂芳将他擒斩，进讨吴平。吴桂芳传檄安南万宁宣抚司进剿，派明朝水师会合，在万桥山下夹击吳平。明军乘风纵火，吳平军死伤无数，擒斩三百九十余人。参将傅应嘉说吴平被擒，后来又说溺死。